# L'uomo che dormì 130 anni
L'uomo che dormì 130 anni è un film muto italiano del 1922 diretto da Aleksandr Rosenfeld. 